# Leporinus unitaeniatus
Leporinus unitaeniatus är en fiskart som beskrevs av Julio C. Garavello och Santos 2009. Leporinus unitaeniatus ingår i släktet Leporinus och familjen Anostomidae. Inga underarter finns listade i Catalogue of Life.